# Валансьенский трамвай

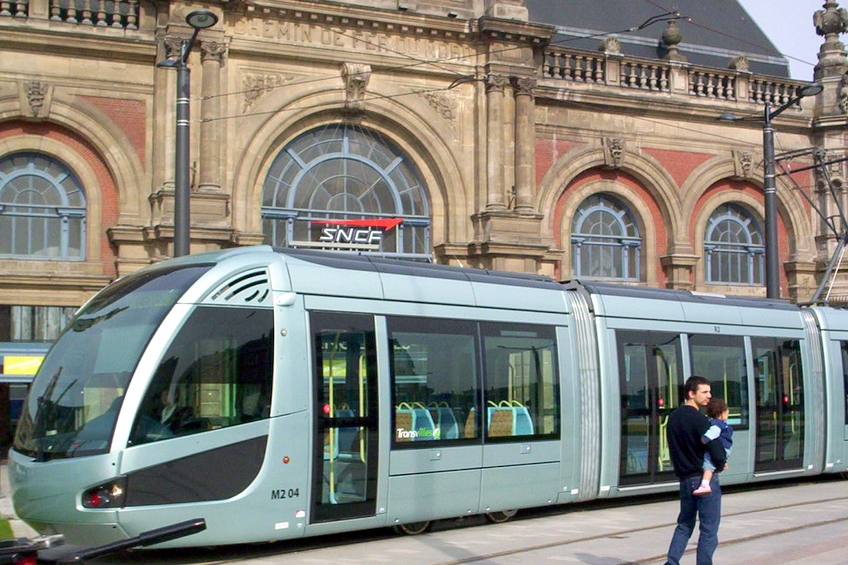
Трамвай в Валансьене перед вокзалом

Валансьенский трамвай — современная трамвайная система, один из видов общественного транспорта Валансьена. Действует с 16 июня 2006 года. По состоянию на конец 2007 года трамвайная сеть состоит из одной линии, которая обслуживает не только сам Валансьен, но и восемь других коммун.

## История

### Первая трамвайная система
Первая трамвайная система города возникла в 1881 году, когда в городе появился паровой трамвай. В 1914 году сеть трамвая была электрифицирована. Наибольшего расцвета трамвай в Валансьене достиг в тридцатых годах. В этот период общая протяжённость сети составляла 65 км, на ней работало 48 моторных и 50 прицепных вагонов. Поэтапное закрытие трамвайной сети началось в 1961 году и завершилось в 1966 году.

### Современная трамвайная система
Первые планы возрождения трамвая в Валансьене появились в 1994 году, но конкретные шаги для воплощения этих планов были сделаны только спустя пять лет.
В 1999 году был выбран тип подвижного состава для будущего трамвая (трамваи типа Citadis). Планы строительства трамвая были окончательно утверждены 4 июля 2001 года, когда была принята «декларация общественной пользы» (фр. déclaration d'utilité publique). Первая партия трамваев (17 штук, тип Citadis-302) была заказана в начале 2000 года. Подготовительные работы (перекладка подземных кабелей, инженерных сетей и т. п.) начались в апреле 2003 года. Строительство собственно трамвайной линии началось в ноябре 2003 года, первые рельсы были уложены в сентябре 2004 года.
Торжественное открытие трамвая состоялось 16 июня 2006 года, но первые две недели трамваи ездили в «теневом режиме», без пассажиров. Нормальная эксплуатация началась 1 июля. Первые два дня проезд был бесплатным.
Пусковая часть трамвайной системы состояла из одной линии длиной 9,5 км, имевшей 19 остановок. Эта линия проходила от Dutemple мимо вокзала и центра города до университета.
Система в первый раз была расширена 31 августа 2007 года, когда первая линия была продлена от Dutemple до Denian. После этого длина линии выросла почти в два раза и достигла 18,3 км, а количество остановок достигло 26.

## Будущее
В будущем планируется значительное расширение трамвайной сети города. В дополнение к линии A будут построены новые линии C и D (обозначение В зарезервировано, чтобы избежать путаницы с линией B TER Nord-Pas-de-Calais). Линия C длиной 13 км будет ответвляться от нынешней в районе Croix d’Anzin и идти на север, в Condé-sur-Escaut. На линии планируется 23 станции, при этом она пересечёт 7 коммун. Ввод в эксплуатацию запланирован на 2015 год.
В более долгосрочных перспективах открытие линии в бельгийский Кьеврен (провинция Эно) длиной 12,5 км.

## Описание сети
Система трамвая в Валансьене состоит из одной линии протяжённостью 18,3 км. Линия проходит через девять коммун.
Список остановок:
Пусковой участок:
- Коммуна Фамар
  - Université
  - Moriamez Recherche
- Коммуна Онуа-ле-Валансьен
  - Campus Mont Houy
  - Chemin vert
  - Jules Chevalier
- Коммуна Марли
  - La Briquette
- Город Валансьен
  - Vosges
  - Nungesser
  - Sainte Catherine
  - Porte de Paris
  - Sous-Préfecture
  - Hôtel de ville (correspondance avec lignes de bus)
  - Clemenceau
  - Gare (correspondance avec lignes de bus)
  - Pont Jacob
- Коммуна Анзен
  - Croix d’Anzin
  - Anzin Hôtel de Ville
- Город Валансьен
  - Saint Waast (correspondance avec lignes de bus, dépôt des rames du tramway et des bus)
  - Centre Hospitalier (ответвление, в процессе планирования)
  - Dutemple

Продление
- Коммуна Ла-Сантинель
  - Bois des Montagnes
- Коммуна Эррен
  - Le Galibot
- Коммуна Денен
  - Bellevue
  - Jean Jaurès
  - Taffin
  - Allende
  - Espace Villars

Ширина колеи — 1435 мм.

## Подвижной состав
В Валансьене используются 17 трамваев Citadis-302. Трамваи низкопольные, сочленённые. Длина каждого трамвая — 30 м, ширина — 2,4 м. Бортовые номера трамваев — 01-17. По мере расширения системы будут приобретаться новые трамваи.